# Balapan
Balapan – kazachski kanał telewizyjny adresowany do dzieci. Stanowi część instytucji państwowej – Korporacji Telewizyjno-Radiowej „Kazakstan”. Został uruchomiony w 2010 roku.